# Staffordshire County Senior Football League
De Staffordshire County Senior Football League is een Engelse regionale voetbalcompetitie. De league kwam in 2005 tot stand na een fusie tussen de Drayton Beaumont Midland League en de Staffordshire County League. De Premier Division bevindt zich op het 11de niveau in de Engelse voetbalpiramide.
De clubs van de Midland League vormden de nieuwe Premier Division en die van de County League de overige 2 divisie. De kampioen van de Premier Division kan promoveren naar de North West Counties Football League.

## Kampioenen

### Premier Division
| Seizoen | Winnaar           | Runner-Up           |
| ------- | ----------------- | ------------------- |
| 2005-06 | Hanley Town       | Ball Haye Green     |
| 2006-07 | Wolstanton United | Hanley Town         |
| 2007-08 | Wolstanton United | Newcastle Town F.C. |
| 2008-09 | Foley             | Wolstanton United   |

### Division One
| Seizoen | Winnaar                  | Runner-Up       |
| ------- | ------------------------ | --------------- |
| 2005-06 | Stafford Rangers Stripes | Congleton Vale  |
| 2006-07 | Congleton Vale           | Barlaston       |
| 2007-08 | Stretton Eagles          | Sandbach United |
| 2008-09 | Manor Inne               | Holt JCB        |